# Kanadensiska Klippiga bergen

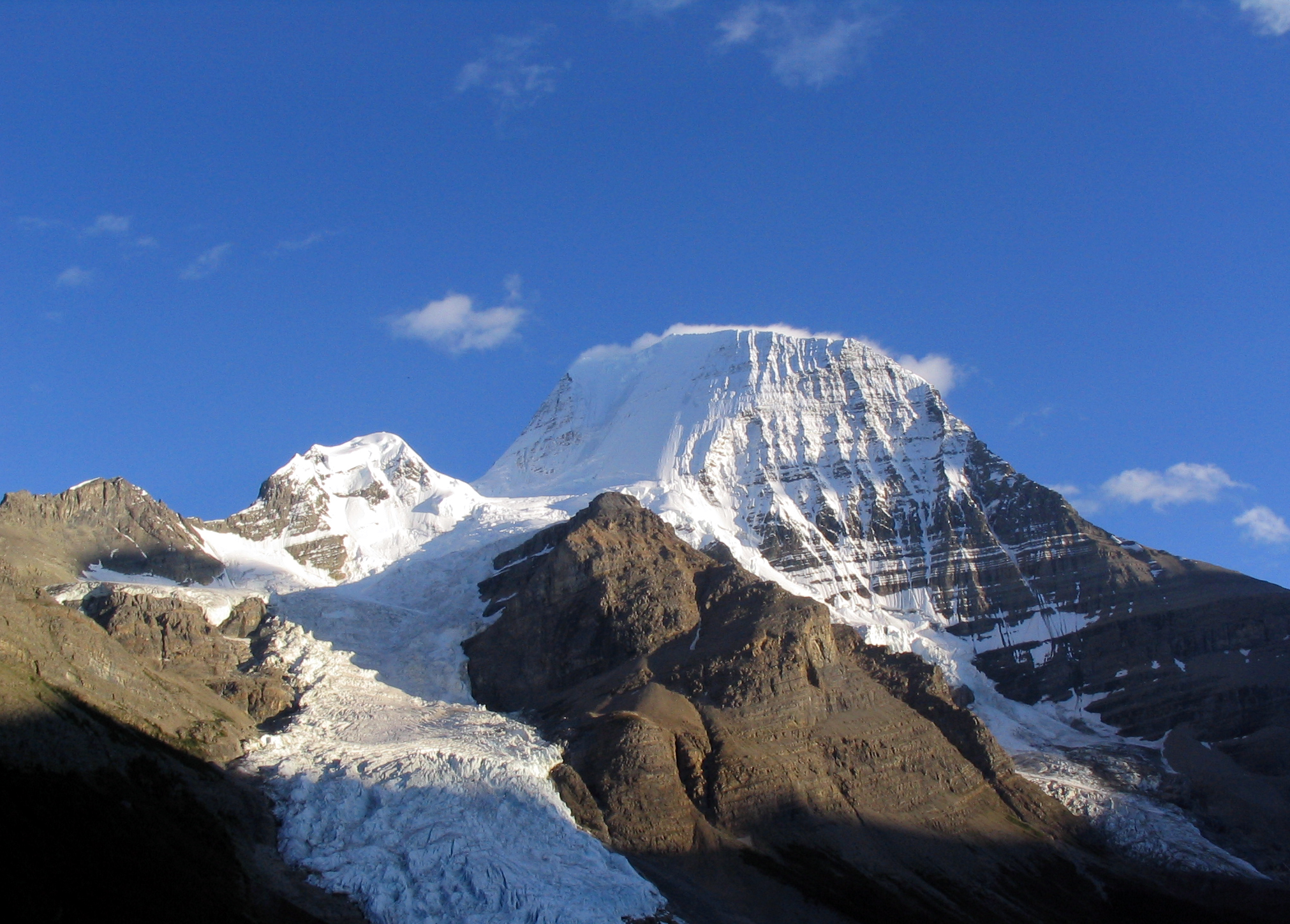
Mount Robson.

Kanadensiska Klippiga bergen (engelska: Canadian Rockies, franska: Rocheuses canadiennes) är den del av Klippiga bergen som går genom Kanada. Söderut avgränsas de av gränserna till Idaho och Montana i USA, norrut av Liardfloden i norra British Columbia.

### Fotnoter
1. ↑  Mia Holmgren (1 augusti 1999). ”Kanadas vilda västern”. Dagens nyheter. http://www.dn.se/resor/kanada/kanadas-vilda-vastern/. Läst 29 januari 2016.